# Serie A2 2000-2001 (pallacanestro maschile)
La Serie A2 2000-2001 è stata la ventisettesima edizione del campionato di Serie A2. Tale edizione è stata l'ultima ad essere gestita dalla Lega Basket.

## Stagione
Dalla Serie A retrocesse in A2 la Pallacanestro Reggiana mentre dalla Serie B ottennero la promozione Progresso Basket Castel Maggiore e Scafati Basket.
La Stagione corrente fu l'ultima edizione della Serie A2 gestita dalla Lega Basket dopo 27 stagioni, prima della trasformazione nel campionato di Legadue.
Vi hanno partecipato 10 squadre, in un campionato all'italiana composto di due gironi di andata e due di ritorno. In seguito alla riforma dei campionati non ci furono retrocessioni in quanto la stagione seguente le partecipanti al campionato salirono a 14.
A inizio stagione, Federazione e Lega sancirono un accordo per il tesseramento dei giocatori provenienti da Paesi associati all’Unione Europea: 12 in A1; 3 in A2 in aggiunta ai 30 comunitari ed ai 32 extracomunitari tesserati nel massimo campionato.

## Squadre partecipanti
| Squadra             | Stagione | Città           | Palazzetto          | Stagione precedente                                             |
| ------------------- | -------- | --------------- | ------------------- | --------------------------------------------------------------- |
| Pall. Biella        | dettagli | Biella          | PalaPajetta         | 7º posto in Serie A2                                            |
| Pr. Castel Maggiore | dettagli | Castel Maggiore | PalaDozza (Bologna) | 5º posto in Serie B d'Eccellenza Girone B, promossa ai play-off |
| Fabriano Basket     | dettagli | Fabriano        | PalaGuerrieri       | 8º posto in Serie A2                                            |
| Aurora Jesi         | dettagli | Jesi            | PalaTriccoli        | 4º posto in Serie A2                                            |
| Basket Livorno      | dettagli | Livorno         | PalaMacchia         | 9º posto in Serie A2                                            |
| Pall. Messina       | dettagli | Messina         | PalaSanfilippo      | ...                                                             |
| Basket Napoli       | dettagli | Napoli          | PalaBarbuto         | 5º posto in Serie A2                                            |
| Virtus Ragusa       | dettagli | Ragusa          | PalaPadua           | 10º posto in Serie A2                                           |
| Pall. Reggiana      | dettagli | Reggio Emilia   | PalaBigi            | 16º posto in Serie A                                            |
| Scafati Basket      | dettagli | Scafati         | PalaMangano         | 6º posto in Serie B d'Eccellenza Girone B, promossa ai play-off |

### Allenatori e primatisti
| Squadra         | Allenatore                                                         | Capitano | Cestista più presente                          | Miglior marcatore     |
| --------------- | ------------------------------------------------------------------ | -------- | ---------------------------------------------- | --------------------- |
| Biella          | Marco Crespi                                                       |          | 4 giocatori (36)                               | Antonio Granger (897) |
| Castel Maggiore | Demis Cavina                                                       |          | Myron Brown (36)                               | Myron Brown (689)     |
| Fabriano        | Maurizio Lasi (1ª-20ª) Piero Pasini (20ª-25ª) Maurizio Lasi (26ª-) |          | Franco Ferroni Rodney Monroe (36)              | Rodney Monroe (855)   |
| Jesi            | Andrea Mazzon                                                      |          | 4 giocatori (36)                               | Damir Tvrdić (680)    |
| Livorno         | Alessandro Finelli                                                 |          | Walter Santarossa (36)                         | Miles Simon (512)     |
| Messina         | Giovanni Perdichizzi                                               |          | 4 giocatori (36)                               | Malcolm Mackey (614)  |
| Napoli          | Roberto Carmenati                                                  |          | John Turner Stefano Rajola Renzo Semprini (36) | John Turner (605)     |
| Ragusa          | Giancarlo Sacco Giovanni Gebbia                                    |          | Emiliano Benini (36)                           | Corey Allen (570)     |
| Reggio Emilia   | Franco Marcelletti                                                 |          | Chris Jent Kris Clack Emiliano Morales (36)    | Chris Jent (677)      |
| Scafati         | Giovanni Gebbia Marcello Perazzetti                                |          | Domenico Morena Giovanni Marchetti (36)        | Andre McCollum (575)  |

## Stagione regolare

### Classifica
|  | Pos. | Squadra                    | PT | G  | V  | P  | PF   | PS   | Dif  | SD  |
|  | ---- | -------------------------- | -- | -- | -- | -- | ---- | ---- | ---- | --- |
|  | 1.   | Fila Biella                | 60 | 36 | 30 | 6  | 3095 | 2678 | +417 |     |
|  | 2.   | Record Napoli              | 48 | 36 | 24 | 12 | 2869 | 2738 | +131 |     |
|  | 3.   | Bipop-Carire Reggio Emilia | 42 | 36 | 21 | 15 | 3039 | 2921 | +118 |     |
|  | 4.   | Mabo Prefabbricati Livorno | 40 | 36 | 20 | 16 | 3022 | 2998 | +24  |     |
|  | 5.   | Banche Marche Fabriano     | 38 | 36 | 19 | 17 | 2982 | 3020 | -38  | +25 |
|  | 6.   | Sicc Jesi                  | 38 | 36 | 19 | 17 | 2939 | 2944 | -5   | -25 |
|  | 7.   | Longobardi Scafati         | 30 | 36 | 15 | 21 | 3037 | 3115 | -78  |     |
|  | 8.   | Banca Popolare Ragusa      | 24 | 36 | 12 | 24 | 2914 | 3035 | -121 |     |
|  | 9.   | Media Broker Messina       | 22 | 36 | 11 | 25 | 2910 | 3112 | -202 |     |
|  | 10.  | Progresso Castel Maggiore  | 18 | 36 | 9  | 27 | 2779 | 3025 | -246 |     |

      Promossa direttamente in Serie A 2001-2002.
      Ammesse ai playoff promozione.
 Promossa dopo i play-off in Serie A 2001-2002.
In caso di parità tra due squadre si considera la differenza canestri degli scontri diretti, in caso di scarto nullo si considera il coefficiente canestri (PF/PS). In caso di parità fra tre o più squadre si procede al calcolo della classifica avulsa, prendendo in considerazione come primo elemento il totale degli scontri diretti tra le squadre interne alla classifica avulsa, in caso di parità interna tra due squadre si prosegue con le regole per la parità tra due squadre.
Note:

## Play-off

### Semifinali A
|  | Semifinali      | Semifinali      | Semifinali      | Semifinali | Semifinali | Semifinali | Semifinali |  |  | Finale          | Finale          | Finale          | Finale          | Finale | Finale | Finale |  |
|  |                 |                 |                 |            |            |            |            |  |  |                 |                 |                 |                 |        |        |        |  |
|  | Basket Napoli   | Basket Napoli   | Basket Napoli   | 99         | 86         | 87         | 87         |  |  |                 |                 |                 |                 |        |        |        |  |
|  | Pall. Messina   | Pall. Messina   | Pall. Messina   | 66         | 76         | 90         | 65         |  |  | Basket Napoli   | Basket Napoli   | Basket Napoli   | Basket Napoli   | 83     | 72     | 77     |  |
|  | Fabriano Basket | Fabriano Basket | Fabriano Basket | 76         | 108        | 83         | 105        |  |  | Fabriano Basket | Fabriano Basket | Fabriano Basket | Fabriano Basket | 89     | 74     | 78     |  |
|  | Aurora Jesi     | Aurora Jesi     | Aurora Jesi     | 88         | 84         | 71         | 92         |  |  |                 |                 |                 |                 |        |        |        |  |

### Semifinali B
|  | Semifinali     | Semifinali     | Semifinali | Semifinali | Semifinali | Semifinali | Semifinali |  |  | Finale         | Finale         | Finale | Finale | Finale | Finale | Finale |  |
|  |                |                |            |            |            |            |            |  |  |                |                |        |        |        |        |        |  |
|  | Basket Livorno | Basket Livorno | 91         | 83         | 90         | 93         | 88         |  |  |                |                |        |        |        |        |        |  |
|  | Scafati Basket | Scafati Basket | 77         | 86         | 84         | 97         | 77         |  |  | Basket Livorno | Basket Livorno | 84     | 80     | 85     | 74     | 81     |  |
|  | Pall. Reggiana | Pall. Reggiana | 67         | 75         | 89         | 75         | 95         |  |  | Pall. Reggiana | Pall. Reggiana | 80     | 75     | 90     | 76     | 79     |  |
|  | Virtus Ragusa  | Virtus Ragusa  | 81         | 71         | 83         | 83         | 64         |  |  |                |                |        |        |        |        |        |  |

## Verdetti

### Squadre Promosse
- Promozioni in Serie A:

Fila Biella: Nicola Minessi, Corey Brewer, Matteo Soragna, Matteo Malaventura, Nicola Ogliaro, Antonio Granger, Ken Lacey, Cristiano Masper, Alex Bougaïeff, Kevin Rankin, Federico Maiocco, Francesco Bacchi. Allenatore: Marco Crespi.
Mabo Prefabbricati Livorno: Julius Michalík, Jacopo Giachetti, Enrico Burini, Simone Cotani, Miles Simon, Alessandro Cittadini, Simone Pierich, Luca Garri, Walter Santarossa, Ken Barlow, Daniele Parente, Dario Bertocci. Allenatore: Alessandro Finelli.
Banche Marche Fabriano: Chandler Thompson, Massimo Gattoni, Rodney Monroe, Roberto Tortolini, Franco Ferroni, Filippo Cattabiani, Nicola Bonsignori, Gundars Vētra, Johannes Schoenmakers, Andrea Romagnoli, Christian Vico. Allenatore: Maurizio Lasi.

## Statistiche regular season

### Statistiche individuali

#### Valutazione
|    | Giocatore    | Squadra        | Partite | Valutazione | PIR  |
| -- | ------------ | -------------- | ------- | ----------- | ---- |
| 1. | Tyrone Grant | Basket Livorno | 23      | 554         | 24.1 |
| 2. | John Turner  | Basket Napoli  | 36      | 831         | 23.1 |
| 3. | Walter Berry | Jesi Academy   | 20      | 461         | 23.1 |

Fonte:  Statistiche, in legabasket.it.

#### Punti
|    | Giocatore       | Squadra         | Partite | Punti | PPG  |
| -- | --------------- | --------------- | ------- | ----- | ---- |
| 1. | Antonio Granger | Pall. Biella    | 35      | 897   | 25.6 |
| 2. | Rodney Monroe   | Fabriano Basket | 36      | 855   | 23.8 |
| 3. | Miles Simon     | Basket Livorno  | 22      | 512   | 23.3 |

Fonte:  Statistiche, in legabasket.it.

#### Rimbalzi
|    | Giocatore      | Squadra        | Partite | Rimbalzi | RPG  |
| -- | -------------- | -------------- | ------- | -------- | ---- |
| 1. | Malcolm Mackey | Pall. Messina  | 36      | 391      | 10.9 |
| 2. | John Turner    | Basket Napoli  | 36      | 375      | 10.4 |
| 3. | Tyrone Grant   | Basket Livorno | 23      | 205      | 8.9  |

Fonte:  Statistiche, in legabasket.it.

#### Assist
|    | Giocatore          | Squadra       | Partite | Assist | APG |
| -- | ------------------ | ------------- | ------- | ------ | --- |
| 1. | Corey Brewer       | Pall. Biella  | 36      | 154    | 4.3 |
| 2. | Richard Barry      | Pall. Messina | 27      | 74     | 2.7 |
| 3. | Randolph Childress | Basket Napoli | 20      | 53     | 2.7 |

Fonte:  Statistiche, in legabasket.it.

#### Altre statistiche
| Categoria        | Giocatore             | Squadra             | Partite | Media |
| ---------------- | --------------------- | ------------------- | ------- | ----- |
| Palle recuperate | Stefano Rajola        | Basket Napoli       | 36      | 3.2   |
| Stoppate         | Johannes Schoenmakers | Fabriano Basket     | 30      | 1.6   |
| Falli subiti     | Tyrone Grant          | Basket Livorno      | 23      | 6.5   |
| % tiri liberi    | Charles Mandic        | Pr. Castel Maggiore | 32      | 90.4% |
| % tiro da due    | Emiliano Morales      | Pall. Reggiana      | 36      | 67.7% |
| % tiro da tre    | Nikola Radulović      | Basket Napoli       | 31      | 45.5% |

#### Migliori prestazioni individuali
| Categoria        | Giocatore             | Squadra             | Statistica | Avversario                         |
| ---------------- | --------------------- | ------------------- | ---------- | ---------------------------------- |
| Valutazione      | Andrea Cempini        | Pr. Castel Maggiore | 56         | Pall. Reggiana (29 apr. 2001)      |
| Punti            | Miles Simon           | Basket Livorno      | 44         | Scafati Basket (1 apr. 2001)       |
| Rimbalzi         | John Turner           | Basket Napoli       | 19         | Pr. Castel Maggiore (18 mar. 2001) |
| Rimbalzi         | Ken Lacey             | Pall. Biella        | 19         | Jesi Academy (3 gen. 2001)         |
| Assist           | Corey Brewer          | Pall. Biella        | 10         | Pall. Messina (8 feb. 2001)        |
| Palle recuperate | Randolph Childress    | Basket Napoli       | 10         | Pall. Reggiana (23 dic. 2000)      |
| Stoppate         | Sandro Dell'Agnello   | Pall. Reggiana      | 5          | Pall. Biella (3 dic. 2000)         |
| Stoppate         | Venson Hamilton       | Virtus Ragusa       | 5          | Jesi Academy (7 apr. 2001)         |
| Stoppate         | Johannes Schoenmakers | Fabriano Basket     | 5          | Pall. Reggiana (21 gen. 2001)      |